# Singapores Grand Prix 2019
Singapores Grand Prix 2019, officiellt Formula 1 Singapore Airlines Singapore Grand Prix 2019, var ett Formel 1-lopp som kördes 22 september 2019 på Marina Bay Street Circuit i Singapore. Loppet var det femtonde av sammanlagt tjugoen deltävlingar ingående i Formel 1-säsongen 2019 och kördes över 61 varv. Den fyrfaldige världsmästaren Sebastian Vettel vann loppet, hans första seger för säsongen, före Charles Leclerc och Max Verstappen. 

## Resultat

### Kval
| Pos.               | Nr. | Förare             | Konstruktör               | Kvaltider | Kvaltider | Kvaltider | Grid |
| Pos.               | Nr. | Förare             | Konstruktör               | Q1        | Q2        | Q3        | Grid |
| ------------------ | --- | ------------------ | ------------------------- | --------- | --------- | --------- | ---- |
| 1                  | 16  | Charles Leclerc    | Ferrari                   | 1:38.014  | 1:36.650  | 1:36.217  | 1    |
| 2                  | 44  | Lewis Hamilton     | Mercedes                  | 1:37.565  | 1:36.933  | 1:36.408  | 2    |
| 3                  | 5   | Sebastian Vettel   | Ferrari                   | 1:38.374  | 1:36.720  | 1:36.437  | 3    |
| 4                  | 33  | Max Verstappen     | Red Bull Racing-Honda     | 1:38.540  | 1:37.089  | 1:36.813  | 4    |
| 5                  | 77  | Valtteri Bottas    | Mercedes                  | 1:37.317  | 1:37.142  | 1:37.146  | 5    |
| 6                  | 23  | Alexander Albon    | Red Bull Racing-Honda     | 1:39.106  | 1:37.865  | 1:37.411  | 6    |
| 7                  | 55  | Carlos Sainz Jr.   | McLaren-Renault           | 1:38.882  | 1:37.982  | 1:37.818  | 7    |
| 8                  | 27  | Nico Hülkenberg    | Renault                   | 1:39.001  | 1:38.580  | 1:38.264  | 8    |
| 9                  | 4   | Lando Norris       | McLaren-Renault           | 1:38.606  | 1:37.572  | 1:38.329  | 9    |
| 10                 | 11  | Sergio Pérez       | Racing Point-BWT Mercedes | 1:39.909  | 1:38.620  |           | 15   |
| 11                 | 99  | Antonio Giovinazzi | Alfa Romeo Racing-Ferrari | 1:39.272  | 1:38.697  |           | 10   |
| 12                 | 10  | Pierre Gasly       | Scuderia Toro Rosso-Honda | 1:39.085  | 1:38.699  |           | 11   |
| 13                 | 7   | Kimi Räikkönen     | Alfa Romeo Racing-Ferrari | 1:39.454  | 1:38.858  |           | 12   |
| 14                 | 20  | Kevin Magnussen    | Haas-Ferrari              | 1:39.942  | 1:39.650  |           | 13   |
| 15                 | 26  | Daniil Kvyat       | Scuderia Toro Rosso-Honda | 1:39.957  |           |           | 14   |
| 16                 | 18  | Lance Stroll       | Racing Point-BWT Mercedes | 1:39.979  |           |           | 16   |
| 17                 | 8   | Romain Grosjean    | Haas-Ferrari              | 1:40.277  |           |           | 17   |
| 18                 | 63  | George Russell     | Williams-Mercedes         | 1:40.867  |           |           | 18   |
| 19                 | 88  | Robert Kubica      | Williams-Mercedes         | 1:41.186  |           |           | 19   |
| 107% tid: 1:44.129 |     |                    |                           |           |           |           |      |
| DSQ                | 3   | Daniel Ricciardo   | Renault                   | 1:39.362  | 1:38.399  | 1:38.095  | 20   |
| Källa:             |     |                    |                           |           |           |           |      |

Notering
- ^1 – Sergio Pérez tilldelades en fem-platsers nedflyttning för ett otillåtet växellådsbyte.
- ^2 – Daniel Ricciardo kvalde in på åttonde plats, men blev diskvalificerad för att ha överstigit en gräns för vad som var tillåtet  angående MGU-K. Domarna tillät honom ändå ställa upp i racet. Han tilldelades också en 10-platsers nedflyttning för att ha överskridit antalet tillåtna använda delar av motorn under säsongen.

### Race
| Pos.                                                                | Nr. | Förare             | Konstruktör               | Varv | Tid         | Grid | Poäng |
| ------------------------------------------------------------------- | --- | ------------------ | ------------------------- | ---- | ----------- | ---- | ----- |
| 1                                                                   | 5   | Sebastian Vettel   | Ferrari                   | 61   | 1:58:33.667 | 3    | 25    |
| 2                                                                   | 16  | Charles Leclerc    | Ferrari                   | 61   | +2.641      | 1    | 18    |
| 3                                                                   | 33  | Max Verstappen     | Red Bull Racing-Honda     | 61   | +3.821      | 4    | 15    |
| 4                                                                   | 44  | Lewis Hamilton     | Mercedes                  | 61   | +4.608      | 2    | 12    |
| 5                                                                   | 77  | Valtteri Bottas    | Mercedes                  | 61   | +6.119      | 5    | 10    |
| 6                                                                   | 23  | Alexander Albon    | Red Bull Racing-Honda     | 61   | +11.663     | 6    | 8     |
| 7                                                                   | 4   | Lando Norris       | McLaren-Renault           | 61   | +14.769     | 9    | 6     |
| 8                                                                   | 10  | Pierre Gasly       | Scuderia Toro Rosso-Honda | 61   | +15.547     | 11   | 4     |
| 9                                                                   | 27  | Nico Hülkenberg    | Renault                   | 61   | +16.718     | 8    | 2     |
| 10                                                                  | 99  | Antonio Giovinazzi | Alfa Romeo Racing-Ferrari | 61   | +27.855     | 10   | 1     |
| 11                                                                  | 8   | Romain Grosjean    | Haas-Ferrari              | 61   | +35.436     | 17   |       |
| 12                                                                  | 55  | Carlos Sainz Jr.   | McLaren-Renault           | 61   | +35.974     | 7    |       |
| 13                                                                  | 18  | Lance Stroll       | Racing Point-BWT Mercedes | 61   | +36.419     | 16   |       |
| 14                                                                  | 3   | Daniel Ricciardo   | Renault                   | 61   | +37.660     | 20   |       |
| 15                                                                  | 26  | Daniil Kvyat       | Scuderia Toro Rosso-Honda | 61   | +38.178     | 14   |       |
| 16                                                                  | 88  | Robert Kubica      | Williams-Mercedes         | 61   | +47.024     | 19   |       |
| 17                                                                  | 20  | Kevin Magnussen    | Haas-Ferrari              | 61   | +1:26.522   | 13   |       |
| Ret                                                                 | 7   | Kimi Räikkönen     | Alfa Romeo Racing-Ferrari | 49   | Collision   | 12   |       |
| Ret                                                                 | 11  | Sergio Pérez       | Racing Point-BWT Mercedes | 42   | Oil leak    | 15   |       |
| Ret                                                                 | 63  | George Russell     | Williams-Mercedes         | 34   | Collision   | 18   |       |
| Snabbaste varv: Kevin Magnussen (Haas-Ferrari) – 1:42.301 (varv 58) |     |                    |                           |      |             |      |       |
| Källa:                                                              |     |                    |                           |      |             |      |       |

Notering
- ^1 – Antonio Giovinazzi tilldelades en 10-sekunders tidstillägs-bestraffning som lades på hans sluttid. Detta på grund av att han misslyckades med att följa tävlingsledarens instruktioner och orsakade en osäker situation.

### Poängställning efter loppet
| Pos. | Förare           | Poäng |
| ---- | ---------------- | ----- |
| 1    | Lewis Hamilton   | 296   |
| 2    | Valtteri Bottas  | 231   |
| 3    | Charles Leclerc  | 200   |
| 4    | Max Verstappen   | 200   |
| 5    | Sebastian Vettel | 194   |

| Pos. | Förare                | Poäng |
| ---- | --------------------- | ----- |
| 1    | Mercedes              | 527   |
| 2    | Ferrari               | 394   |
| 3    | Red Bull Racing-Honda | 289   |
| 4    | McLaren-Renault       | 89    |
| 5    | Renault               | 67    |